# Jaden Philogene
Jaden Philogene-Bidace (Londra, 8 febbraio 2002) è un calciatore inglese, centrocampista dell'Ipswich Town.

## Caratteristiche tecniche
Gioca come esterno offensivo può essere impiegato sia sulla fascia destra che sinistra. Spicca nella velocità, abile tecnicamente e a finalizzare con entrambi i piedi.

## Carriera

### Club

#### Aston Villa e vari prestiti
Cresciuto nel settore giovanile dell'Aston Villa, nel febbraio 2021 ha firmato il suo primo contratto professionistico con i Lions, di durata triennale. Prima di firmare, su di lui c'era l'interesse da parte di Barcellona, Paris Saint-Germain e Borussia Dortmund. Il 19 maggio ha esordito in prima squadra, disputando l'incontro di Premier League vinto per 2-1 contro il Tottenham, sostituendo Bertrand Traoré nei minuti finali della gara.
Scarsamente impiegato, il 21 gennaio 2022 viene ceduto in prestito allo Stoke City, militante in Championship, fino al termine della stagione. Il 26 luglio 2022 viene prestato al Cardiff City per l'intera durata della stagione, sempre in Championship dove trova spazio da titolare segnando 5 goal e 1 assist.

#### Hull City
Dal 1 Settembre 2023 si trasferisce a titolo definitivo al Hull City per 6 milioni di euro,con un'opzione di contro-riscatto a favore dell'Aston Villa fissato a 16 milioni di euro. La sua prima stagione è da assoluto protagonista in Championship dove convince a suon di goal e prestazioni positive. Il 14 Febbraio 2024 segna un super goal, nella vittoria in trasferta contro il Rotherdam per 1-2,realizzato in rabona da una posizione defilata sulla fascia destra. Conclude la stagione segnando 12 goal e 6 assist rivelandosi tra i maggiori talenti del secondo campionato inglese.

### Rientro all'Aston Villa
Il 19 Luglio 2024 viene esercitato il riscatto dell'Aston Villa che investe ben 16 milioni per riprenderlo a titolo definitivo, firmando un contratto fino al 30 Giugno 2029.

### Nazionale
Ha giocato nelle nazionali giovanili inglesi Under-19 e Under-20.

## Statistiche

### Presenze e reti nei club
Statistiche aggiornate all'8 maggio 2023.
| Stagione           | Squadra            | Campionato         | Campionato | Campionato | Coppe nazionali | Coppe nazionali | Coppe nazionali | Coppe continentali | Coppe continentali | Coppe continentali | Altre coppe | Altre coppe | Altre coppe | Totale | Totale |
| Stagione           | Squadra            | Comp               | Pres       | Reti       | Comp            | Pres            | Reti            | Comp               | Pres               | Reti               | Comp        | Pres        | Reti        | Pres   | Reti   |
| ------------------ | ------------------ | ------------------ | ---------- | ---------- | --------------- | --------------- | --------------- | ------------------ | ------------------ | ------------------ | ----------- | ----------- | ----------- | ------ | ------ |
| mag. 2021          | Aston Villa        | PL                 | 1          | 0          | FACup+EFL       | -               | -               | -                  | -                  | -                  | -           | -           | -           | 1      | 0      |
| 2021-gen. 2022     | Aston Villa        | PL                 | 1          | 0          | FACup+EFL       | 1+2             | 0               | -                  | -                  | -                  | -           | -           | -           | 4      | 0      |
| Totale Aston Villa | Totale Aston Villa | Totale Aston Villa | 2          | 0          |                 | 3               | 0               |                    | -                  | -                  |             | -           | -           | 5      | 0      |
| gen.-giu. 2022     | Stoke City         | FLC                | 11         | 1          | FACup+EFL       | 0               | 0               | -                  | -                  | -                  | -           | -           | -           | 11     | 1      |
| 2022-2023          | Cardiff City       | FLC                | 37         | 4          | FACup+EFL       | 1+1             | 1+0             | -                  | -                  | -                  | -           | -           | -           | 39     | 5      |
| 2023-2024          | Hull City          | FLC                | 31         | 12         | FACup+EFL       | -               | -               | -                  | -                  | -                  | -           | -           | -           | 31     | 12     |
| 2024-2025          | Aston Villa        | PL                 | 1          | 0          | FACup+EFL       | -               | -               | UCL                | -                  | -                  | -           | -           | -           | 1      | 0      |
| Totale carriera    | Totale carriera    | Totale carriera    | 82         | 17         |                 | 5               | 1               |                    | -                  | -                  |             | -           | -           | 87     | 18     |